# 852
Năm 852 là một năm trong lịch Julius.